# Silvano Bertini
Silvano Bertini (ur. 27 marca 1940 w Lastra a Signa, zm. 27 czerwca 2021 we Florencji) – włoski pięściarz, brązowy medalista olimpijski z XVIII Letnich Igrzysk Olimpijskich z Tokio (1964).
Jako amator wystąpił na mistrzostwach Europy w 1963 w Moskwie, gdzie zdobył srebrny medal w wadze półśredniej (do 67 kg), przegrywając w finale z Ričardasem Tamulisem ze Związku Radzieckiego.
Na igrzyskach olimpijskich w 1964 w Tokio zdobył brązowy medal w wadze półśredniej, przegrywając w półfinale z Marianem Kasprzykiem.
Był mistrzem Włoch w kategorii półśredniej w 1962 i 1964.
Od 1965 walczył jako bokser zawodowy. W 1968 wywalczył tytuł mistrza Włoch wagi półśredniej, a 18 stycznia 1969 w Bolonii pokonał Edwina „Fighting” Macka z Holandii i został mistrzem Europy EBU tej kategorii. 5 maja tego roku w Paryżu stracił ten tytuł po porażce z Jeanem Josselinem z Francji.
14 sierpnia 1973 w Sapporo walczył o tytuł mistrza świata wagi junior średniej z obrońcą tytułu Kōichi Wajimą z Japonii, ale nie był w stanie wyjść do 12. rundy. Była to jego ostatnia walka bokserska.